# Église Saint-Nicolas d'Igney
L'église Saint-Nicolas (Saint-Nicolas et Notre-Dame) est une église catholique située à Igney, en France.

## Localisation

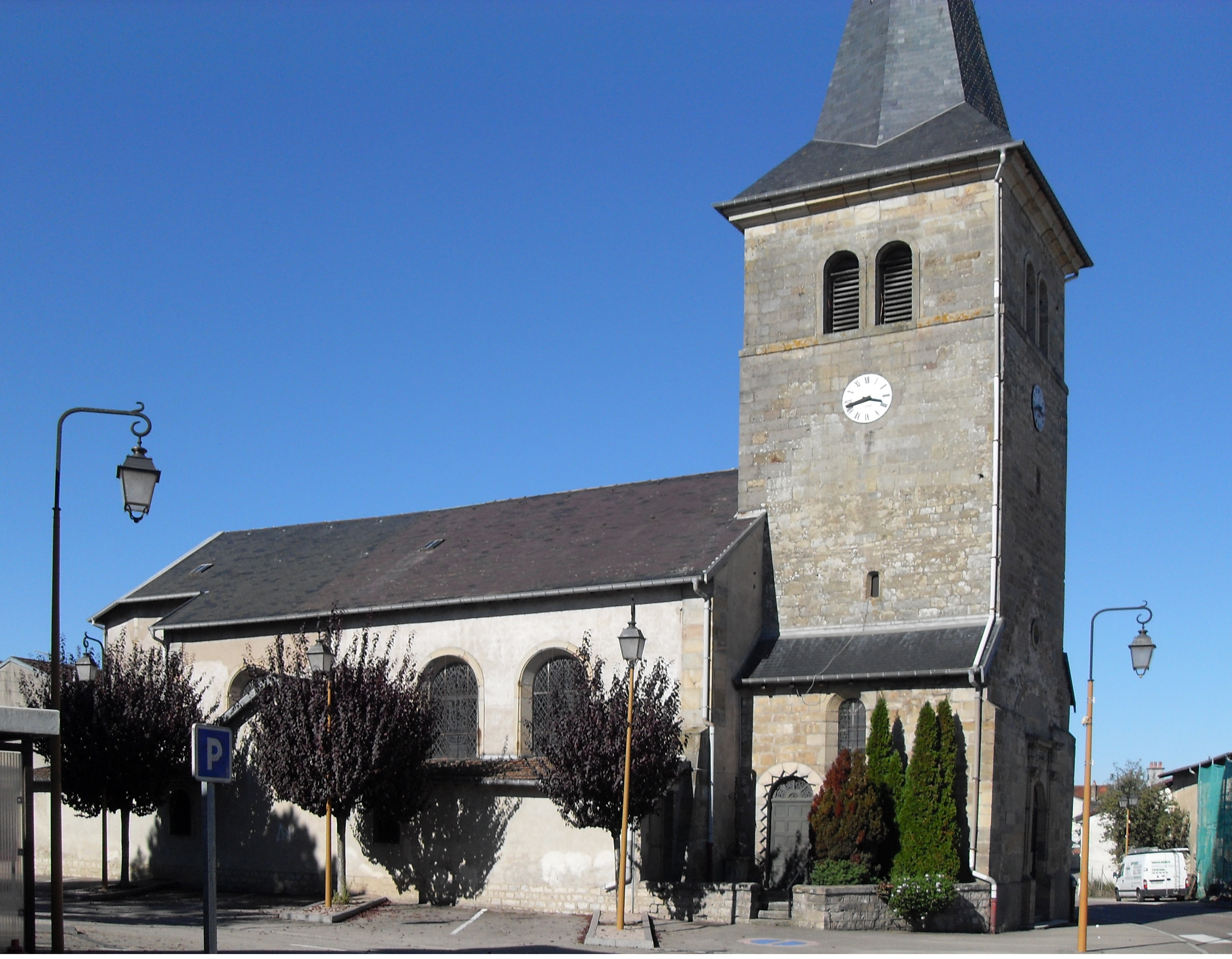
Côté sud.

L'église est située dans le département français des Vosges, sur la commune d'Igney.

## Historique
Les restes de peintures murales dans la tour du XIIIe siècle sont classés au titre des monuments historiques par arrêté du 27 novembre 1905.